# هورناچوئلوس
هورناچوئلوس (به اسپانیایی: Hornachuelos) یک منطقهٔ مسکونی در اسپانیا است که در استان کوردوبا (اسپانیا) واقع شده‌است. هورناچوئلوس ۹۰۹٫۲۲ کیلومتر مربع مساحت دارد ۱۸۵ متر بالاتر از سطح دریا واقع شده‌است.

## خواهرخوانده
شهر بوستو خواهرخواندهٔ هورناچوئلوس هست.